# Clear Island Waters
Clear Island Waters är en del av en befolkad plats i Australien. Den ligger i kommunen Gold Coast och delstaten Queensland, omkring 75 kilometer sydost om delstatshuvudstaden Brisbane.
Runt Clear Island Waters är det tätbefolkat, med 570 invånare per kvadratkilometer.. Närmaste större samhälle är Gold Coast, nära Clear Island Waters. 
Runt Clear Island Waters är det i huvudsak tätbebyggt. Genomsnittlig årsnederbörd är 1 801 millimeter. Den regnigaste månaden är januari, med i genomsnitt 320 mm nederbörd, och den torraste är oktober, med 41 mm nederbörd.